# Noordenveld
Noordenveld est une commune néerlandaise, dans la province de Drenthe.
La commune a été créée le 1er janvier 1998, par la fusion de Norg, Peize et Roden.

## Galerie

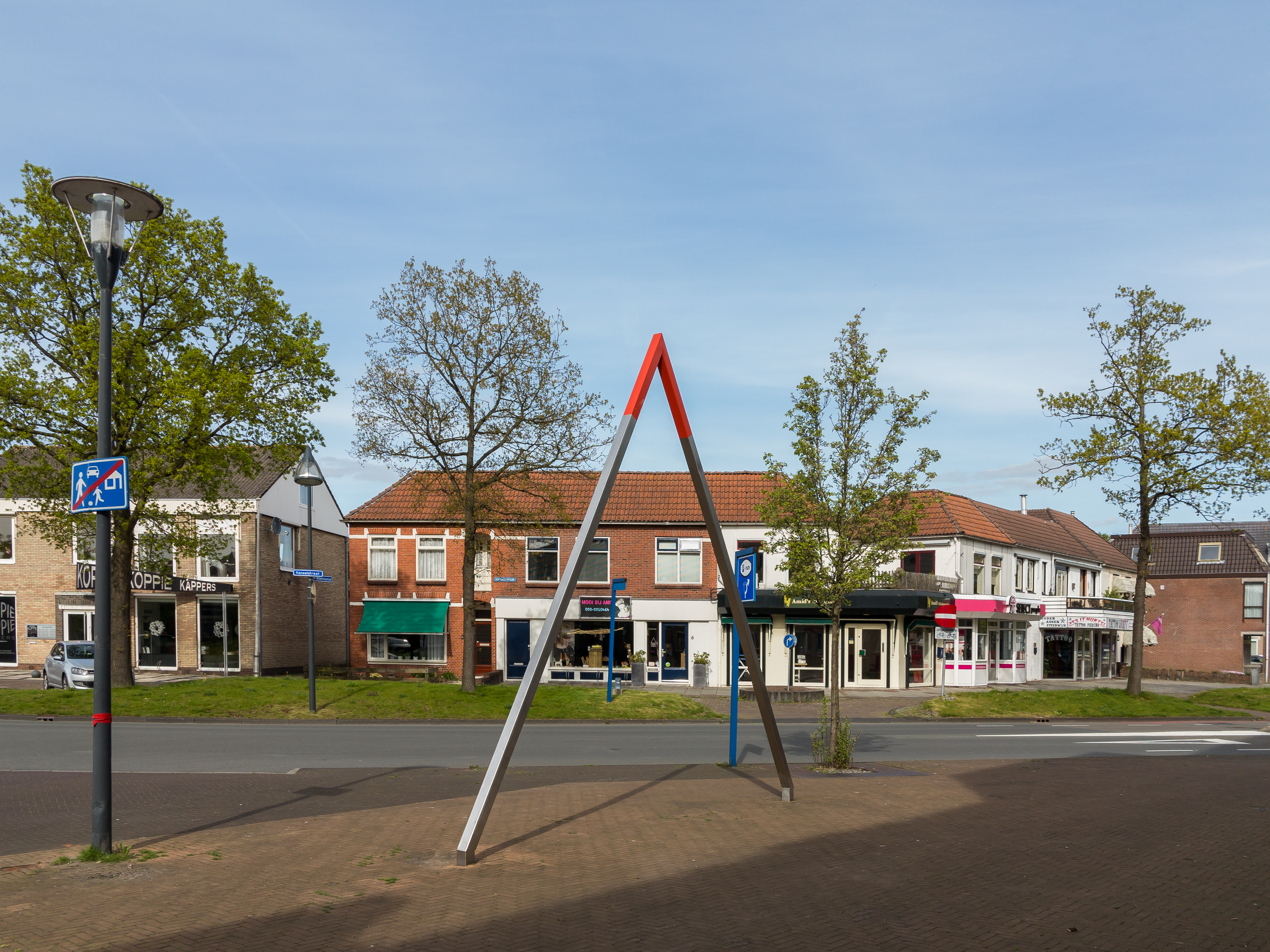
Roden, vue dans la rue : de Kanaalstraat-Julianaplein.
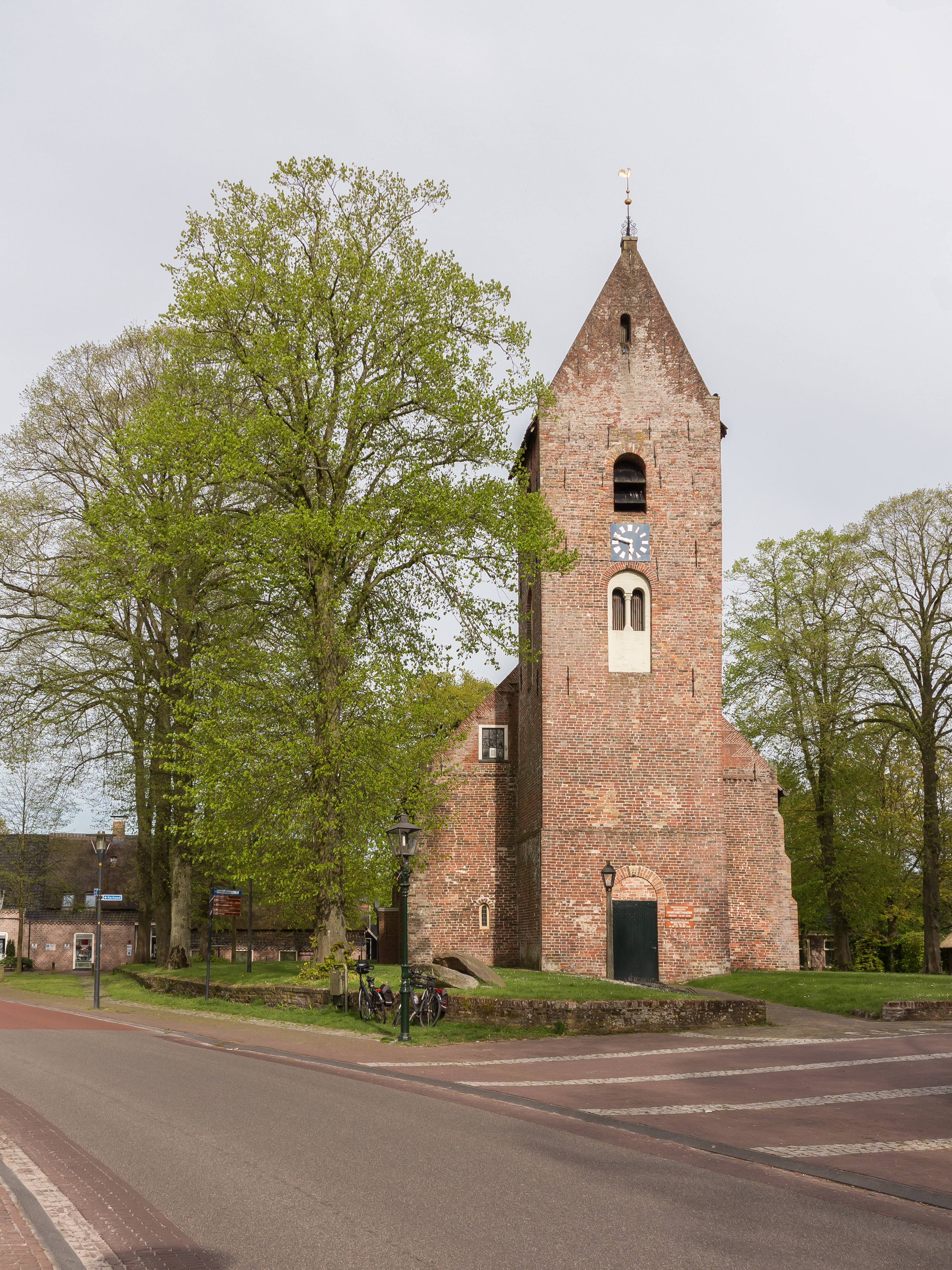
Norg, l'église : de Sint Margaretakerk.
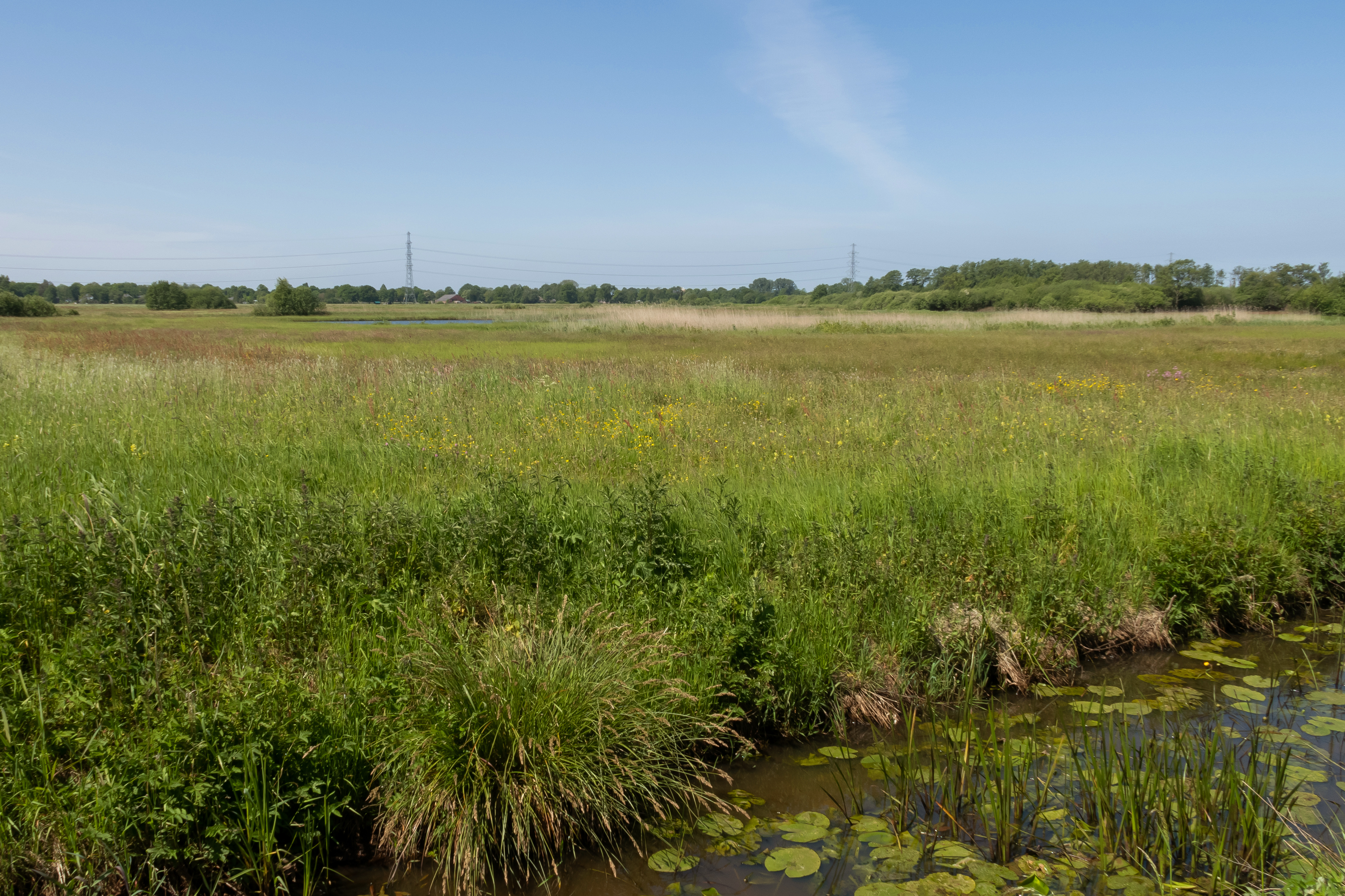
Entre Peize et Haren, la réserve naturelle d'Onlanden.
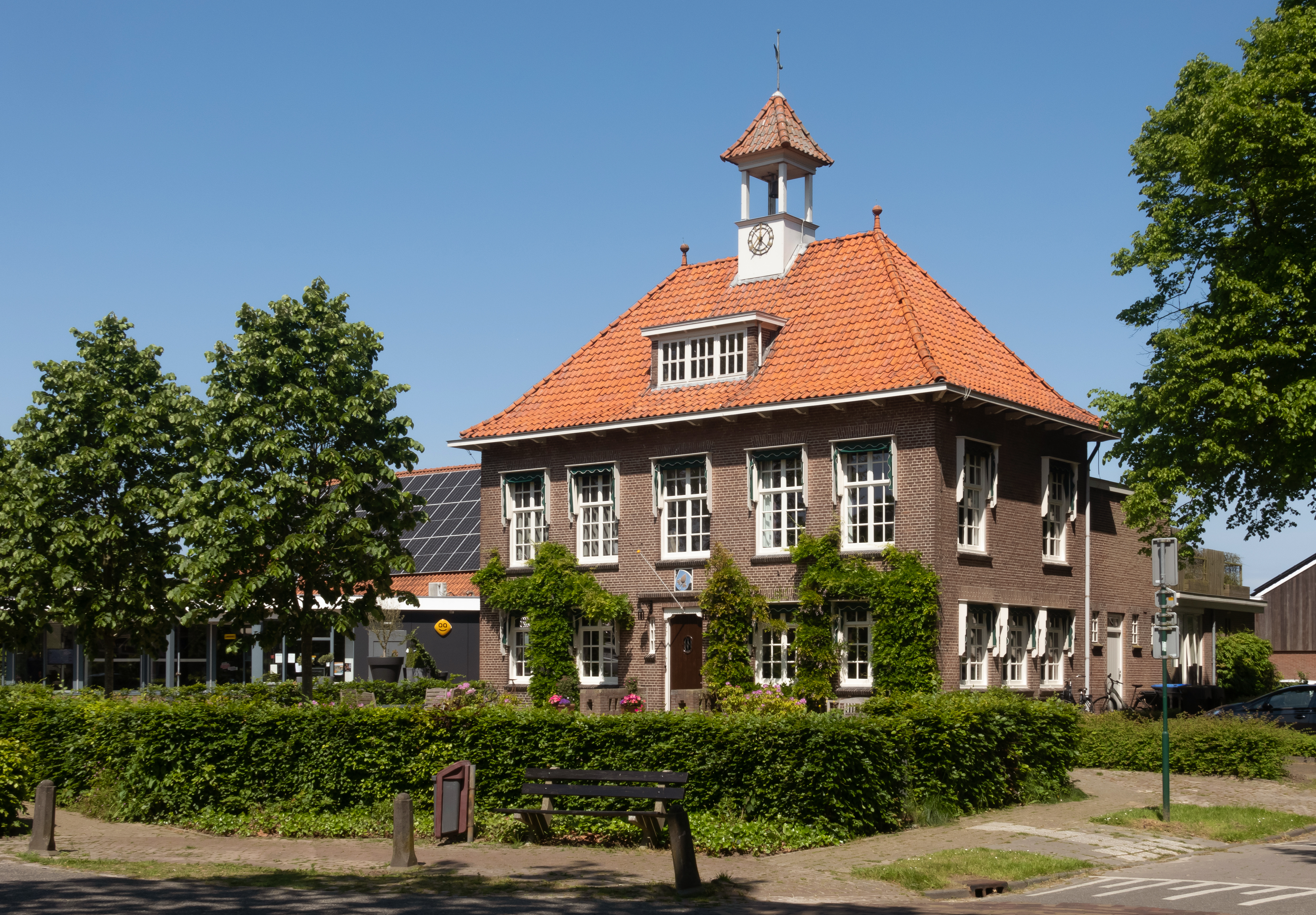
Peize, l'ancienne mairie.